# にら豚
にら豚（にらぶた）は、大分県大分市発祥の郷土料理。ニラを豚肉及びキャベツとともに炒めて醤油味に味付けした炒め料理である。

## 概要
大分市では1968年（昭和43年）に滝尾地区でニラの栽培が始められた。2023年には栽培面積が約35haまで広がり、日本全国でも有数のニラの産地となっている。
大分市でニラの栽培が始まってから3年後の1971年（昭和46年）に、大分市の中華料理店がこの料理を考案した。当初は賄い料理だったものが、メニューとして客に提供されるようになったという。
ローソン、ジョイフル、やよい軒でも期間限定で発売されている。
2017年にはフンドーキンより「九州ご当地グルメシリーズ」の一環として「にら豚のたれ」が発売された。

## 調理法
1. ニラ、キャベツ、豚バラ肉各100gを、ニラは長さ4cm、キャベツは太千切り、豚バラ肉は2cm程度に切る。
2. 豚バラ肉を炒め、火が通ったらニラ、キャベツを加えて軽く炒める。
3. 野菜に火が通ったら、醤油や砂糖等を合わせた調味料を加え、全体を混ぜ合わせる[2][9]。